# Timbalão de chão
Na música, o surdo(pt-BR) ou timbalão de chão(pt-PT?), é um tambor cilíndrico de som grave tipicamente feito de madeira e pode ou não possuir peles em ambos os lados. Este tipo de tambor baixo representa a extensão mais grave dos timbalões. Este tipo de tambor baixo é tradicionalmente usado em escolas de samba, cada escola tendo em média de 25 a 35 unidades na sua bateria. Também é encontrado em torcidas organizadas aonde eles ditam o ritmo e são considerados o "coração" da torcida. Sua função principal no samba é a marcação do tempo. Surdos também podem ser encontrados em bandas marciais ou militares e geralmente são utilizados para marcar o pulso binário da marcha, em conjunto com o bumbo e a caixa.
O nome surdo pode designar também o tom-tom mais grave de uma bateria, o floor tom, que geralmente fica apoiado sobre pés próprios, ao lado direito do baterista (no caso de bateristas destros).

## Surgimento no samba
O surdo é o "coração do samba". Com sua batida simples e marcante, esse grande tambor tem rica história. Trata-se de invenção legitimamente brasileira: criado por Alcebíades Barcelos (1902-1975), o Bide, com latão de manteiga, aros e pele de cabrito, ele estreou no carnaval em 1928, no desfile da Deixa Falar, a primeira escola de samba brasileira. A mesma que pôs tamborim, cuíca e pandeiro na folia. Tudo isso orquestrado por um percussionista genial: Armando Marçal (1902-1947). O sucesso foi tanto que, um ano depois, todas as escolas copiaram a Deixa Falar. Ismael Silva (1905-1978), que teve participação decisiva nesse processo, explicou: "o samba deixou de ser 'tan tantan tan tantan' e se tornou bum bum paticumbumprugurundum". O som dos bambas do bairro carioca de Estácio de Sá influenciaria Noel Rosa e Ary Barroso.

## Construção
O surdo possui um corpo cilíndrico feito de madeira ou metal. As peles podem ser feitas de couro natural de cabra ou boi ou ainda sintéticas (plástico). São fixadas ao corpo por anéis de aço galvanizado ou alumínio. A tensão é realizada por tirantes de aço tensionados através de parafusos e porcas. O diâmetro varia entre 40 cm e 75 cm. Surdos de samba possuem uma profundidade típica de 60 cm. Surdos usados no samba-reggae são menos profundos (50 cm).

### Tipos de surdo

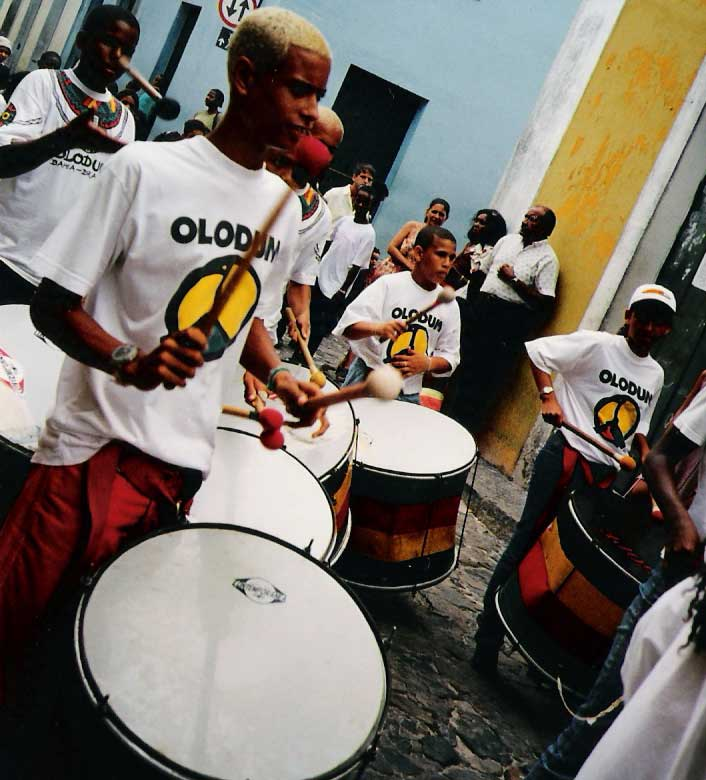
Músicos tocando surdos

Na bateria de uma escola de samba há três tipos de surdo. O maior é chamado primeiro surdo ou surdo de marcação. Com cerca de 75 cm de diâmetro, é o maior e mais grave instrumento da bateria e fornece a referência de tempo (pulso) para todos os ritmistas. O surdo de marcação bate o segundo tempo do ritmo binário típico do samba. Também é usado para fornecer a pulsação inicial no início da apresentação. (em uma marcação 1-2, 1-2, ele marcaria o tempo 2)
O segundo surdo, um pouco menor (cerca de 50 a 60 cm de diâmetro) e menos grave que o primeiro é chamado de segundo ou surdo de resposta. Ele bate o tempo 1 do ritmo binário.
O menor dos surdos de samba, chamado de terceiro,  cortador,rebolado ou "surdinho" tem diâmetro de cerca de 40 cm e toca um ritmo mais complicado e sincopado, preenchendo (cortando) os tempos marcados pelos outros dois surdos. A combinação dos três surdos fornece a célula rítmica de base para toda a escola de samba.

## Execução

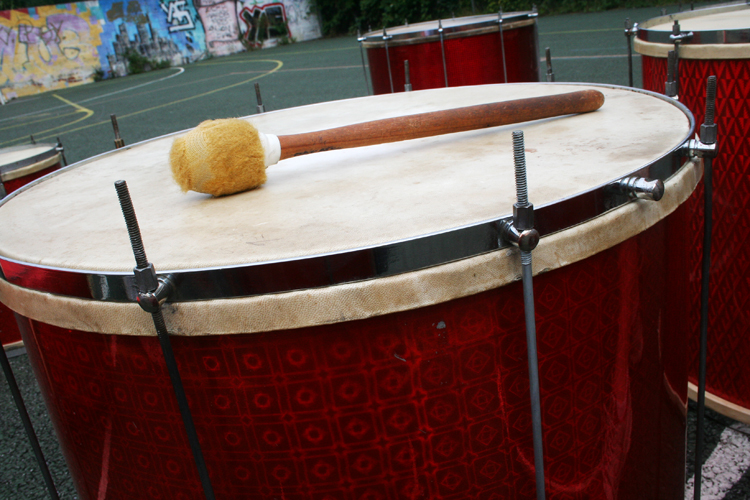

O surdo é fixado ao ombro do percussionista por uma tira de couro (talabarte) e posicionado para que a pele superior fique aproximadamente na horizontal.
É tocado com uma baqueta em uma mão e com os dedos e a palma da outra mão. A baqueta é feita de madeira e tem uma ponta forrada de feltro ou couro e ocasionalmente algum material de enchimento cobrindo a ponta de madeira. Enquanto uma mão toca o tambor com a baqueta, a outra abafa ou toca ritmos de suporte em torno do pulso principal.
Ao tocador tem disponíveis vários padrões diferentes de toque: ao abafar e tocar o instrumento com a pele solta; variar o som ao tocar a pele em pontos diferentes, próximo ao centro o som possui uma grande ressonância e volume sonoro. Próximo às bordas, o som é mais abafado. Outra diferenciação é possível se a posição de ataque da baqueta for variada: Ela pode ser batida lateralmente ou perpendicularmente à pele, com resultados sonoros diferentes em cada caso. A batida no anel produz um som seco e metálico.
A execução com uma baqueta e a mão, típica do samba também é usada pelo repinique que muitas vezes é considerado um surdo muito pequeno..
Em bandas militares, o surdo possui tamanho pequeno (no máximo 50 cm) e é tocado com duas baquetas, em geral tocando o primeiro e segundo tempo do padrão binário, ou células rítmicas pouco complexas.

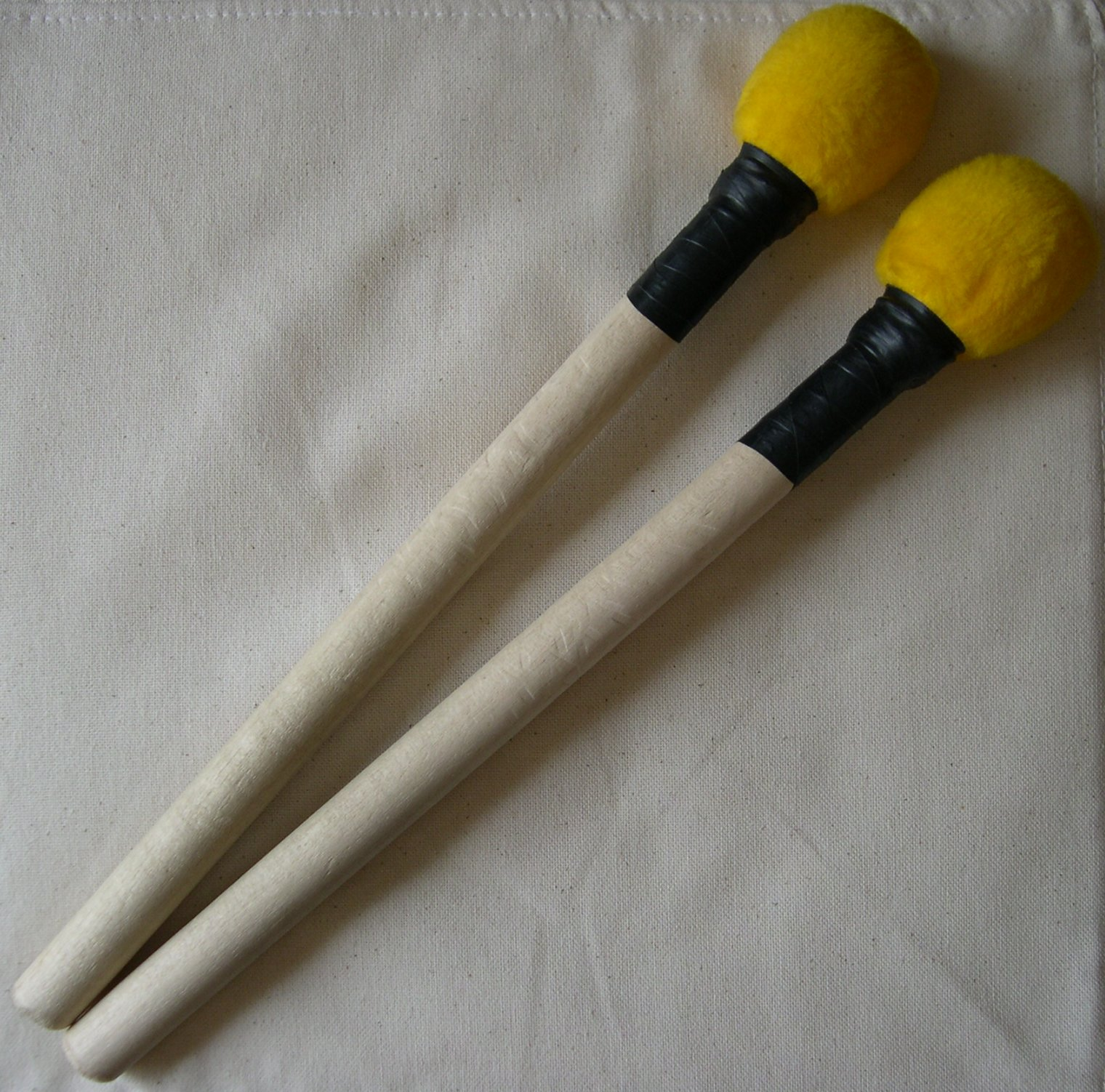
Baquetas do terceiro no samba reggae

Em grupos de samba-reggae, como a Timbalada ou o Olodum, típicos do carnaval da Bahia, os papéis do primeiro e segundo surdo são invertidos, o primeiro tocando o tempo 1 e o segundo tocando o segundo tempo. Nestes grupos, o terceiro é tocado com duas baquetas.

### Na bateria carnavalesca
O instrumento possui a seguinte organização ao compor uma bateria de agremiação carnavalesca com aproximadamente:
Surdo de primeira
Este é um dos dois surdos de marcação. Possui uma nota mais grave e é executado na primeira batida. Quando a bateria da agremiação é formada por muitos ritmistas, é composta por seis surdos de primeira que se alinham na lateral à esquerda da escola e cinco se agrupam no meio.
Surdo de segunda
Este é também chamado de surdo de resposta. Possui um som menos grave que o surdo de primeira e dá a segunda batida. Quando a bateria da agremiação é grande, é formada por onze surdos de segunda, sendo seis na lateral da direita e cinco espalhados no meio da armação.
Surdo de terceira
Este é o surdo de terceira; seu papel é fazer um contraponto à conversa entre os surdos de primeira e de segunda, assim chamado de cortador. Quando a bateria da agremiação é grande, é formada por sete surdos de terceira, que ficam estrategicamente entre os outros instrumentos pesados. Eles dão o “balanço” à marcação.